# Porträtt av en dam

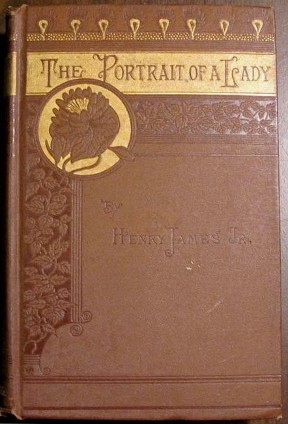
Förstaupplagans omslag

Porträtt av en dam (engelska: The Portrait of a Lady) är en roman från 1881 skriven av Henry James.

## Handling
Amerikanskan Isabel Archer drömmer om att bestämma över sitt eget liv och tackar därför nej till flera lämpliga friare. När hon får motta ett större arv kan hennes drömmar förverkligas och hon reser till Italien. Där träffar hon esteten Gilbert Osmond som hon förälskar sig i. Men hon vet ingenting om honom. Isabel är ännu en naiv amerikan som möter de sofistikerade och korrumperade européerna.

## Svenska versioner
- Ett kvinnoporträtt: roman. Stockholm: Ljus. 1947. Libris 1408801 - Översättning från engelskan av Lisbeth och Louis Renner.
- Porträtt av en dam. En PAN-bok, 99-0104304-2. Stockholm: Pan/Norstedts. 1968. Libris 1785792 - Översättning Lisbeth och Louis Renner.
- Porträtt av en dam: [roman]. Viken: Replik. 1996. Libris 7775599. ISBN 91-88818-10-1 - Till svenska av John-Henri Holmberg.